# Daramus
Daramus is een kevergeslacht uit de familie van de boktorren (Cerambycidae). De wetenschappelijke naam van het geslacht werd voor het eerst geldig gepubliceerd in 1892 door Fairmaire.

## Soorten
Daramus omvat de volgende soorten:
- Daramus ochraceus Adlbauer, 1998
- Daramus hovorkai Adlbauer, 1998
- Daramus major (Pic, 1924)
- Daramus obscurus (Pic, 1942)
- Daramus serricornis Fairmaire, 1892
- Daramus vicinus Corinta-Ferreira, 1955